# Liste der Bürgermeister von Veringenstadt

Das Wappen der Stadt Veringenstadt
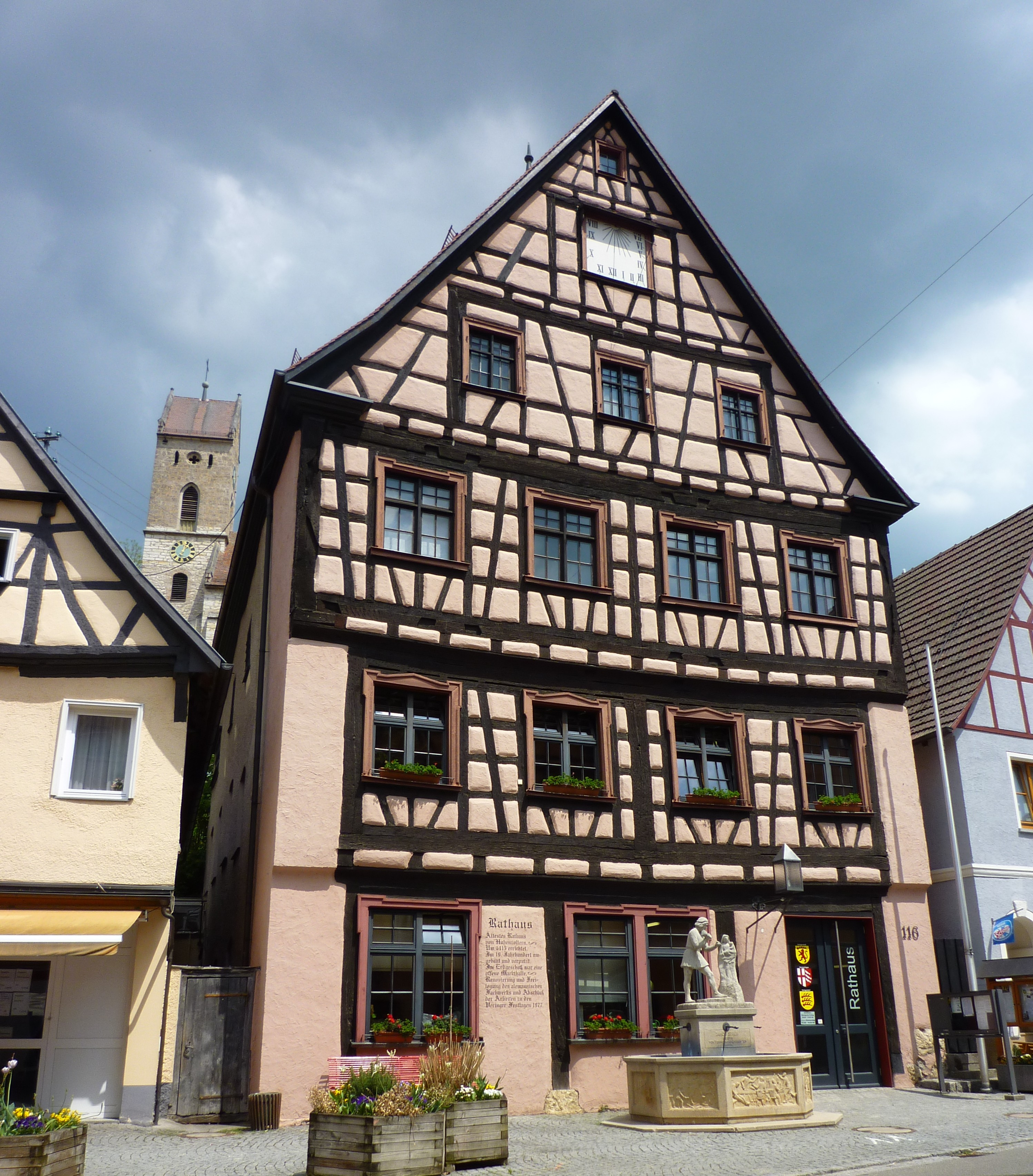
Rathaus Veringenstadt

Die Stadt Veringenstadt in Baden-Württemberg wurde um 1250 am Hang der Burg Veringen von den Grafen von Veringen gegründet. Rudolf von Habsburg verlieh der Stadt 1285 die Marktgerechtigkeit.
Seit dem Jahre 1251 ist in Veringenstadt das Amt des Schultheißen und ab 1261 das Amt des Bürgermeisters nachweisbar.
Die Schultheißen waren die Vertreter des Stadtherrn, während die Bürgermeister vom Stadtrat gewählt wurden. Im Laufe der Zeit haben die Schultheißen ihre Bedeutung verloren.

## Rathaus Veringenstadt
Im Rathaus von Veringenstadt haben die Bürgermeister seit circa 1415 ihren Amtssitz. Damit ist es das älteste Rathaus Hohenzollerns und wird auch heute noch als Rathaus genutzt.

## Chronologische Liste der Bürgermeister von Veringenstadt
Die folgende Liste gibt einen Überblick über die urkundlich belegten Erwähnungen von Schultheißen und Bürgermeister der Stadt Veringenstadt seit ihrer Stadtgründung.
| Jahr                         | Name                      | Amt                           | Quelle        | Bemerkung |
| ---------------------------- | ------------------------- | ----------------------------- | ------------- | --- |
| 1251, 1262                   | Walther                   | Schultheiß                    | [ 1 ]         | Schultheiß Walter wird in einer Schenkungsurkunde an das Kloster Salem am 7. Juni 1251 gemeinsam mit Graf Konrad von Veringen als Zeugen erwähnt. |
| 1261                         | Fryscherberlin            | Bürgermeister                 | [ 2 ]         | |
| 1358                         | Hans                      | Schultheiß                    | [ 1 ]         | |
| 1358                         | Willa                     | Schultheißin                  | [ 2 ]         | |
| 1360                         | Heinz                     | Schultheiß                    | [ 3 ]         | |
| 1369                         | Helman, Oswald            | Bürgermeister                 | [ 3 ] [ 2 ]   | |
| 1374 (vor)                   | Altheim, Hans von         | Schultheiß                    | [ 3 ]         | |
| 1392                         | Bartman                   | Schultheiß                    | [ 2 ]         | |
| 1393 (vor)                   | Fritz, Jakob              | Schultheiß                    | [ 3 ]         | |
| 1408                         | Cunrat                    | Schultheiß                    | [ 3 ]         | |
| 1414                         | Ha[e]berling, Hans        | Bürgermeister                 | [ 3 ] [ 2 ]   | 1414 zum Bürgermeister gewählt. |
| 1415                         | Boschen, Jergen           | Schultheiß                    | [ 2 ]         | |
| 1431, 1450, 1452, 1454, 1456 | Vogt, Konrad              | Schultheiß                    | [ 3 ]         | |
| 1447                         | Kern, Hans                | Bürgermeister                 | [ 3 ] [ 2 ]   | |
| 1450, 1453, 1456             | Vogt, Konrad              | Bürgermeister                 | [ 2 ]         | |
| 1457, 1461, 1464, 1469       | Vischer, Auberlin         | Bürgermeister                 | [ 3 ] [ 2 ]   | |
| 1461                         | Fischer, Oschwald         | Schultheiß                    | [ 2 ]         | |
| 1461                         | Heberling, Fridrich       | Bürgermeister                 | [ 2 ]         | |
| 1463, 1464                   | Ha[e]berling, Franz       | Schultheiß                    | [ 2 ] [ 3 ]   | |
| 1469                         | Vischer, Aberlin          | Bürgermeister                 | [ 2 ]         | |
| 1470, 1472                   | Ru[e]gger, Hans           | Bürgermeister                 | [ 3 ] [ 2 ]   | |
| 1473                         | Mathis, Hans              | Bürgermeister                 | [ 2 ]         | |
| 1473, 1475                   | Stähelin, Claus           | Schultheiß                    | [ 2 ]         | Claus „Stehelin“" hat den Maler Peter „Stryben“ 1475 beauftragt ein Bild von Sankt Nikolaus zu fassen und zu malen. |
| 1477                         | Vaiglin, Konrad           | Bürgermeister                 | [ 3 ]         | |
| 1480                         | He[a]berling, Hans        | Schultheiß                    | [ 3 ]         | |
| 1480                         | Hertter, Peter            | Bürgermeister                 | [ 3 ]         | |
| 1483 (vor)                   | Riecker, Hans             | Schultheiß                    | [ 3 ] [ 2 ]   | |
| 1483 (vor)                   | Ha[e]berling, Philipp     | Bürgermeister                 | [ 3 ] [ 2 ]   | |
| 1488                         | Ziegler, Konrad           | Schultheiß                    | [ 3 ] [ 2 ]   | |
| 1498 (vor)                   | Geßler, Konrad            | Bürgermeister                 | [ 3 ]         | |
| 1498                         | Fuler, Christian          | Schultheiß                    | [ 3 ] [ 2 ]   | |
| 1509                         | Gässler, Conrat           | Bürgermeister                 | [ 4 ]         | |
| 1513                         | Schumacher, Cunrat        | Schultheiß                    | [ 2 ]         | |
| 1540                         | Vayglin, Stephan          | Schultheiß                    | [ 3 ] [ 2 ]   | Testiert das Testament des Malers Peter Strüb 1540 |
| 1540                         | Lutz, Konrad              | Bürgermeister                 | [ 3 ] [ 2 ]   | Testiert das Testament des Malers Peter Strüb 1540 |
| 1562                         | Diesch, Andreas           | Bürgermeister                 | [ 3 ]         | |
| 1564                         | Vischer, Ulrich           | Schultheiß                    | [ 3 ]         | |
| 1564                         | Bader, Klaus              | Bürgermeister                 | [ 3 ]         | |
| 1569                         | Vischer                   | Schultheiß                    | [ 3 ]         | |
| 1569                         | Schalck, Lentze           | Bürgermeister                 | [ 3 ]         | |
| 1569, 1581                   | Muurer, Joachim           | Bürgermeister                 | [ 3 ]         | |
| 1585                         | Fischer, Ulrich           | Schultheiß                    | [ 2 ]         | |
| 1588, 1590, 1596             | Drescher, Andreas         | Bürgermeister                 | [ 2 ] [ 3 ]   | |
| 1592                         | Heer, Connradt            | Bürgermeister                 | [ 2 ] [ 3 ]   | |
| 1592                         | Nollin, Konrad            | Unterbürgermeister            | [ 2 ] [ 3 ]   | |
| 1590, 1592, 1596, 1598       | Weyler, Johann            | Schultheiß                    | [ 2 ] [ 3 ]   | † 1604 |
| 1602 (vor)                   | Vischer. Ulrich           | Schultheiß                    | [ 3 ] [ 2 ]   | |
| 1605, 1611, 1612, 1614       | Vischer, Christoph        | Schultheiß                    | [ 2 ] [ 3 ]   | † 1621 |
| 1628, 1634                   | Eckstein, Martin          | Schulthais                    |               | Inschrift Glocke Peterskapelle: Herr R. D. Jacob Bernart Pfarrer zu Vöhringen Statt Schulthaiss Martin Eckstain Kaspar Speckher Burgermaister anno 1628 F. Rade Lotharingus me fecit. |
| 1628, 1634                   | Spekher, Caspar           | Bürgermeister                 |               | Inschrift Glocke Peterskapelle: Herr R. D. Jacob Bernart Pfarrer zu Vöhringen Statt Schulthaiss Martin Eckstain Kaspar Speckher Burgermaister anno 1628 F. Rade Lotharingus me fecit. |
| 1631 (vor)                   | Heer, Konrad              | Bürgermeister                 | [ 3 ]         | |
| 1634                         | Eckhstain, Martin         | Schultheiß                    | [ 3 ]         | |
| 1650                         | Finkh, Johann             | Bürgermeister                 | [ 2 ]         | |
| 1650                         | Heberlin, Christoph       | Schultheis                    | [ 2 ]         | |
| 1660                         | Zihlerbühler, Georg       | Unterbürgermeister            | [ 3 ]         | |
| 1666, 1668                   | Eggstein, Martin          | Schultheiß                    | [ 2 ] [ 3 ]   | |
| 1666, 1668                   | Nolle, Konrad             | Bürgermeister                 | [ 2 ] [ 3 ]   | |
| 1680                         | Fritz, Maximilian         | Schultheiß                    | [ 3 ]         | Hexenprozess der Anna Kohler genannt Bader-Ann |
| 1680                         | Epplin, Jörg              | Oberamtsbürgermeister         | [ 3 ]         | Hexenprozess der Anna Kohler genannt Bader-Ann |
| 1681                         | Fritz, Maximilian         | Schultheiß                    | [ 2 ]         | |
| 1681                         | Heberling                 | Unterbürgermeister            | [ 2 ]         | |
| 1687                         | Roth, Johann Joachim      | Bürgermeister                 | [ 3 ]         | |
| 1693                         | Frütz, Maximilian         | Schultheiß                    | [ 3 ]         | |
| 1693                         | Weiler, Johann            | Schultheiß                    | [ 2 ]         | |
| 1694                         | Eggstein, Martin          | Schultheiß                    | [ 3 ]         | |
| 1694                         | Nollin, Conradt           | Bürgermeister                 | [ 2 ] [ 3 ]   | |
| 1694                         | Epplin, Georg             | Unterbürgermeister            | [ 3 ]         | |
| 1696                         | Baur, Maximilian          | Schultheiß                    | [ 5 ]         | |
| 1696, 1701, 1703             | Eggstain, Christoph       | Schultheiß                    | [ 2 ] [ 6 ]   | Von Beruf Bierbrauer |
| 1701                         | Maier, Philipp            | Unterbürgermeister            | [ 2 ]         | |
| 1727                         | Nollin, Conrad            | Amtsbürgermeister             | [ 2 ]         | |
| 1727                         | Ländle, Conrad            | Unterschultheiß               | [ 2 ]         | |
| 1743                         | Lieb, Michel              | Schultheiß                    | [ 3 ]         | |
| 1743                         | Nolle, Konrad             | Oberamtsbürgermeister         | [ 3 ]         | |
| 1743                         | Lendle, Johann Michael    | Bürgermeister                 | [ 3 ]         | |
| 1753                         | Fischer, Christoph        | Schultheiß                    | [ 3 ]         | |
| 1753, 1768                   | Lieb, Valentinus          | Bürgermeister                 | [ 3 ] [ 2 ]   | Am 31. Juli 1768 schrieb er einem Brief an die fürstl. Regierung in Sigmaringen (Staatsarchiv Sigmaringen) |
| 1757                         | Ländle, Michael           | Schultheiß                    | [ 2 ]         | |
| 1766                         | Eggstein und Zillenbiller | Schultheiß                    | [ 2 ]         | Am 21. Februar 1766 schrieben beide einem Brief an die fürstl. Regierung in Sigmaringen (Staatsarchiv Sigmaringen) |
| 1771                         | Fischer, Christoph        | Schultheiß                    | [ 2 ]         | |
| 1774                         | Kunz, Josef               | Unterbürgermeister            | [ 3 ]         | |
| 1774                         | Gaugel, Antoni            | Unterschultheiß               | [ 3 ]         | |
| 1783                         | Fischer, Christoph        | Stadtschultheiß               | [ 3 ]         | |
| 1783                         | Lieb, Valentin            | Amtsbürgermeister             | [ 3 ]         | |
| 1783                         | Schmid, Christian         | Unterbürgermeister            | [ 3 ]         | |
| 1782, 1783                   | Guntner, Anton            | Unterschultheiß               | [ 3 ]         | Rottenmeister bei der städtischen Pflichtfeuerwehr |
| 1787                         | Schmid, Johann            | Amtsbürgermeister             | [ 3 ]         | |
| 1787                         | Fink, Johann Baptist      | Unterschultheiß               | [ 3 ]         | *24.06.1757 |
| 1792, 1795                   | Fischer, Christoph        | Schultheiß                    | [ 7 ]         | Kaufvertrag mit seinem Bruder Friederich Fischer am 16. August 1792 |
| 1793                         | Gaugel                    | Unterschultheiß               | [ 7 ]         | |
| 1793                         | Lieb, Johannes            | Bürgermeister                 | [ 7 ]         | |
| 1821, 1826                   | Fink, Kasimir             | Stadtschultheiß               | [ 3 ] [ 2 ]   | *04.03.1776, †08.09.1849 |
| 1821, 1826, 1830             | Falchner, Joachim         | Bürgermeister                 | [ 3 ] [ 2 ]   | |
| 1830                         | Frick                     | Schultheiß                    | [ 8 ]         | |
| 1830                         | Lieb, Armin               | Schultheiß                    | [ 9 ]         | |
| 1831                         | Fink                      | Stadtschultheiß               | [ 10 ]        | |
| 1841, 1846                   | Göggel                    | Bürgermeister                 | [ 11 ] [ 12 ] | |
| 1847, 1856                   | Dobler, Ferdinand         | Bürgermeister                 | [ 13 ]        | Großer Stadtbrand 1848 und Brand in der Zehntscheuer |
| 1857, 1862 und 1870–1875     | Zillenbiller, Josef       | Bürgermeister                 | [ 14 ] [ 15 ] | Landwirt und Bauer |
| 1864–1869 und 1875–1881      | Volkwein                  | Bürgermeister                 | [ 14 ]        | † 1885; Kaufmann |
| 1881–1905                    | Stauß, Bernhard           | Bürgermeister                 | [ 16 ]        | 1844–1911; Ziegler und Einnehmer der Spar- und Leihkasse Sigmaringen |
| 1905–1911                    | Endriß, Theophil          | Bürgermeister                 | [ 11 ]        | Uhrmacher; Bau der hohenzollerischen Landesbahn; Lauchert-Verlegung unterhalb der Stadt |
| 1911–1933                    | Endriß, Franz Josef       | Bürgermeister                 | [ 11 ]        | Landwirt und Bauer; Wasserleitungsbau. Von den Nationalsozialisten abgesetzt. |
| 1934–1936                    | Rudolf, Johann            | zum Gemeindeschulzen bestellt | [ 11 ]        | |
| 1936–1945                    | Schmid, Eugen             | zum Gemeindeschulzen bestellt | [ 11 ]        | Lauchert-Verlegung oberhalb der Stadt mit der Hilfe von Kriegsgefangenen |
| 1945–1966                    | Fink, Stefan              | Bürgermeister                 | [ 17 ] [ 2 ]  | *1908 – †2000; Sägewerksbesitzer; Ansiedlung von Heimatvertriebenen, Glockenanschaffung Maria Deutstetten und St. Nikolaus, Errichtung Gefallenendenkmal, Schulhaus Neubau; Renovation Maria Deutstetten, St. Peters-Kapelle und St. Nikolaus; Erschließung des Wohngebietes Deutstetten, Asphaltierung der Gemeindeverbindungswege, Einführung der Ortskanalisation, Bau der Wasserhochbehälter, Anschluss der Lieshöfe an die Wasserleitung; Einrichtung des Heimatmuseums; Strübbrunnen; Neubau der unteren Schule sowie der Turn- und Festhalle und Belebung des Vereinslebens, Neubau Feuerwehrhaus, Neubau obere und untere Lauchertbrücke mit „Neandertaler“-Skulptur; Veringenstadt wird mehrfacher Preisträger im Wettbewerb „Das Schöne Dorf“. |
| 1966–1978                    | Müller, Harald            | Bürgermeister                 | [ 17 ]        | Gemeindereform (Eingemeindung von Hermentingen und Veringendorf); Schulreform (Gründung der Nachbarschaftshauptschule Veringenstadt mit den Gemeinden Hermentingen, Veringendorf, Inneringen und Jungnau, Ausbau der Bergschule); Umgehungsstraße B32; Muster-Dorfsanierung, Stadtfest; Sozialstation; Renovation Stadtmauern; Ausbau der Ortskanalisation mit Anschluss an die Verbandskläranlage Scher-Lauchert; beschleunigtes Zusammenlegungsverfahren mit Wegebau; Korrektur und Ausbau der Lauchert mit unterer Brückengestaltung; Anlegung Bohn-Erz Lehrpfad und Gestaltung der Gallusquelle in Hermentingen auf Anregung von Prof. Erwin Zillenbiller; Sportplatzbau; Erschließung Gewerbegebiet                                                 |
| 1978–2002                    | Krapf, Herbert            | Bürgermeister                 | [ 17 ]        | Sanierung der Burg und des Stadtkerns |
| 2003–2022                    | Christ, Armin             | Bürgermeister                 | [ 17 ]        | Neubau Feuerwehrhaus; Rathaus-Umbau, Ausbaggerung der Lauchert unterhalb von Veringenstadt. |
| 2022–heute                   | Rautenberg, Maik          | Bürgermeister                 | [ 17 ]        | |